# Árpás
Árpás (hongrois : Árpás [ˈaːrpaːʃ]) est une localité hongroise située dans le comitat de Győr-Moson-Sopron.

## Site et localisation

### Topographie et hydrographie
Árpás est une localité du nord-ouest de la Hongrie, située sur les rives de la Raab, entre les routes principales 83, 85 et 86, à 32 km au sud-ouest de Győr et à 18 km au sud-est de Csorna. Elle fait aujourd'hui partie de l'aire d'influence de la capitale du comitat.
La localité est protégée des crues de la Raab par une digue haute et large, l'eszteru, qui peut être empruntée par des véhicules lorsque les barrières sont ouvertes. La rivière est rejointe par le Sárdos-ér (officiellement nommé Vág–Sárdos-ér–Megág-főcsatorna), et le territoire est traversé par de nombreux fossés d'irrigation. C'est ici que débute le Kepés-Lesvári-főcsatorna, un canal qui s'élargit plus au nord. Trois petits lacs alimentés par la nappe phréatique, en voie de comblement, se trouvent également sur le territoire d'Árpás.

### Géologie et géomorphologie
Le sol de la région est en partie constitué de limon sableux d'alluvion, mais il est majoritairement argileux, compact et parfois difficile à cultiver. Le paysage est principalement plat, avec quelques légers reliefs sablonneux à proximité du village.

### Climat
Le vent dominant provient du nord-ouest, tandis que les vents du sud sont plus rares : selon un dicton local, « s'il souffle, il tourne et, ne serait-ce qu'une goutte, il apporte la pluie ».

### Aires faunistiques et floristiques
L'environnement est principalement rural, composé de terres agricoles entrecoupées de haies et de petits bosquets. La faune est variée, avec une prédominance de gibier de petite taille, bien que le chevreuil soit fréquent et que le sanglier soit également présent.

## Histoire
La présence humaine à Árpás remonte à la Préhistoire, comme l'attestent des découvertes néolithiques. La région était également habitée à l'âge du bronze et à l'âge du fer, comme l'indiquent les poteries celtes retrouvées sur place.
Entre les Ier et Ve siècles, une ville florissante se développe sur la rive orientale de la Raab, à proximité de la voie reliant Arrabona (Győr) à Savaria (Szombathely). Ce centre, nommé Mursella, possédait des infrastructures commerciales et artisanales. Des vestiges de ses murs étaient encore visibles au début du XXe siècle. Toutefois, seule une petite partie du matériel archéologique a été étudiée par les spécialistes, la majorité des découvertes ayant disparu. Un relevé effectué en 2002, accompagné de photographies aériennes, a permis de reconstituer le plan d'un camp militaire en partie conservé.
En 791, lors de sa campagne contre les Avars, Charlemagne fait traverser la Raab à une partie de ses troupes au niveau d'Árpás. La localité prend forme au Xe siècle, peuplée par des Petchénègues, dans le cadre d'une ligne de défense s'étendant de Kapuvár à Győr. Saint Étienne en fait don à l'abbaye de Saint-Maurice. Le plus ancien document mentionnant la localité date de 1030, tandis qu'un autre texte de la même période évoque les revenus du bac qui traversait la Raab à cet endroit. Le nom d'Árpás dérive indirectement du mot « orge » (árpa en hongrois), et plus directement d'un ancien bras de la Raab portant le même nom.
En 1086, un document précise les obligations des habitants envers l'abbaye : livraison de la moitié des récoltes, brassage de la bière et corvées. En 1222, le palatin Gyula, après enquête, rétablit les privilèges militaires des « Petchénègues d'Árpás » et sanctionne leur ispán. Le 6 octobre 1242, Béla IV signe un décret sur place, attestant sa présence. En 1300, Árpás appartient à Lőrinc Cseszneki, et plusieurs procès ont lieu entre 1322 et 1464 opposant l'abbaye de Bakonybél, la famille Mórichida et le prieuré de Mórichida au sujet des droits de péage, des moulins et de prises de possession illégales. Les descendants de Lőrinc Cseszneki sont connus pour leurs accaparements violents de terres et la propagation du protestantisme.
En 1594, lors du siège de Győr, les troupes ottomanes détruisent la localité, forçant ses habitants à fuir. Par la suite, la famille Török y installe des Serbes, qui quittent les lieux en 1619. En 1633, 24 paysans d'Árpás ainsi que le bac et son péage sont attribués aux Clarisses de Nagyszombat. Pendant la guerre d'indépendance de 1706-1707, les troupes kuruc de János Bottyán livrent de violents combats près du pont d'Árpás, infligeant de lourdes pertes à la localité, déjà affaiblie par l'épidémie de peste de 1709.
En 1782, Joseph II dissout l'ordre des Clarisses, et le domaine passe sous le contrôle de l'État. En 1803, François Ier l'attribue à la comtesse Victoria Colloredo-Crenville. Pour pallier le manque de terres, les habitants procèdent alors à des drainages de marais. Pendant la révolution de 1848-1849, sept habitants d'Árpás s'engagent dans l'armée révolutionnaire hongroise. En 1851, l'abolition du servage est mise en œuvre. En 1893, la régularisation de la Raab permet de gagner de nouvelles terres et d'améliorer la valeur des parcelles existantes.
Au tournant du XXe siècle, plusieurs dizaines d'habitants émigrent, principalement vers les États-Unis.
La période socialiste entraîne un déclin progressif de la localité. D'abord, le conseil municipal perd son autonomie, puis, en 1976, la coopérative agricole est dissoute et l'école annexe est fermée.
Après la transition démocratique de 1990, Árpás recouvre son autonomie administrative, et en 1993, une nouvelle coopérative agricole voit le jour.

## Population

### Tendances sociologiques
Le principal problème de la localité est son dépeuplement et son vieillissement. Après la collectivisation de 1959-1960, la suppression de l'administration autonome et la fermeture de l'école, ces tendances se sont renforcées. En 1962, Árpás comptait près de 600 habitants, mais en 2008, la population était tombée à 249. La baisse démographique a d'abord été causée par l'émigration des jeunes, puis par un solde naturel négatif (16 naissances contre 34 décès entre 1986 et 1995).

### Minorités culturelles et religieuses
Lors du recensement de 2011, la population d'Árpás s'est déclarée à 96,5 % hongroise, à 0,4 % rom, à 1,9 % allemande et à 0,4 % roumaine. 3,5 % des habitants n'ont pas souhaité répondre (en raison des identités multiples, le total peut dépasser 100 %). Concernant l'appartenance religieuse, 51,7 % des habitants se sont déclarés catholiques romains, 1,9 % réformés, 15,8 % évangéliques, tandis que 5,4 % se sont déclarés sans confession et 25,1 % n'ont pas répondu.
En 2022, 93,1 % des habitants se sont identifiés comme Hongrois, 1,1 % comme Ukrainiens, 0,4 % comme Roms, et 0,8 % comme appartenant à une autre nationalité étrangère. 6,9 % n'ont pas répondu. Du point de vue religieux, 40,1 % se sont déclarés catholiques romains, 9,5 % évangéliques, 2,7 % réformés, 0,8 % grecs-catholiques, et 5 % sans confession. 42 % des habitants n'ont pas souhaité répondre à cette question.

## Équipements

### Vie culturelle
Certaines traditions séculaires sont en voie de disparition, comme les aspersions de Pâques, les chants de Sainte-Lucie et la pose des arbres de mai. Autrefois, presque chaque maison de jeunes filles recevait un arbre décoré le 1er mai, mais cette coutume a quasiment disparu en 2010.

### Réseaux extra-urbains
Árpás est accessible par la route depuis Győr et Pápa via la route principale 83, en passant par Tét et Mórichida, puis en empruntant les routes 8417 et 8419, cette dernière franchissant la Raab sur un pont stratégique.
Depuis Csorna, la localité est accessible par la route principale 85, via Raabpordány et la route 8422. Depuis la route principale 86, on y accède en passant par Szilsárkány, avec une bifurcation à Raabcsanak, puis par Egyed, en empruntant successivement les routes 8408 et 8419.
Árpás ne possède pas de gare ferroviaire. La station la plus proche est celle d'Egyed-Raabcsanak, située à 6,5 km à l'ouest, sur la ligne Pápa–Csorna. La localité est desservie quotidiennement par 8 à 10 lignes d'autobus reliant Győr.

## Économie
En été, la localité bénéficie d'un léger regain d'activité grâce au tourisme de passage. Ses monuments historiques, la Raab et son cadre naturel attirent visiteurs et résidents secondaires. Ces dernières années, plusieurs maisons vacantes ont été acquises par des acheteurs hongrois et étrangers, qui les transforment en résidences de villégiature.
L'agriculture demeure principalement destinée à l'autoconsommation, bien que certains habitants commercialisent des framboises, groseilles et concombres. La production de lait, d'œufs et de viande couvre encore une partie des besoins locaux, mais l'élevage porcin et bovin a fortement diminué. La plupart des terres sont exploitées par la coopérative agricole Rába, ainsi que par quelques agriculteurs indépendants. Il n'existe aucune industrie locale, à l'exception d'une entreprise individuelle. 
Le commerce repose sur deux petites épiceries et un débit de boissons.

## Organisation administrative
Le village forme un ensemble relativement homogène, avec quelques hameaux : Dombiföld (anciennement Kis-Árpás) sur la rive droite de la Raab, ainsi que les deux maisons de gardes-fluviaux et la ferme collective. Kálmánpuszta, autrefois un hameau distinct, a été abandonné et démoli, ne laissant que son nom dans la toponymie locale.

## Patrimoine local

### L'église Saint-Jacques et ancien prieuré prémontré
Le prieuré prémontré d'Árpás fut fondé en 1251 par le comes Móric Nagy, en l'honneur de saint Jacques. Entre 1526 et 1577, il fut occupé par des moniales prémontrées. Après la période de domination ottomane, à la fin du XVIIe siècle, les Clarisses de Nagyszombat s'y installèrent et entreprirent une transformation baroque de l'édifice en 1750, modifiant l'ensemble à l'exception des tours, de la façade et du chœur. Depuis la dissolution de l'ordre, l'église sert de paroisse locale.
Lors de la restauration de 1992, les couches d'enduits accumulées au fil des siècles furent retirées, révélant l'architecture en briques de l'édifice, qui illustre la transition du style roman vers le gothique, un exemple rare en Hongrie.
L'entrée conserve son arc en plein cintre roman, tandis que les colonnettes extérieures de l'archivolte adoptent déjà une ogive gothique. Le chœur est éclairé par de fines fenêtres gothiques en arc brisé.
Le retable de la Vierge au manteau, réalisé dans les années 1660 par un peintre anonyme, représente la Vierge protégeant sous son manteau des personnages importants de l'époque : le pape, l'empereur Léopold Ier, le palatin Ferenc Wesselényi, le juge suprême Ferenc Nádasdy, le ban de Croatie Péter Zrínyi, ainsi que György Széchényi, évêque de Győr entre 1658 et 1668 (plus tard membre du tribunal d'exception de 1673-1674 condamnant les pasteurs protestants). L'œuvre reflète la volonté d'un rapprochement entre l'Empire et la Hongrie, un compromis qui ne fut jamais réalisé : Wesselényi mourut en 1667, tandis que Zrínyi et Nádasdy furent arrêtés et exécutés en 1671.
Les contreforts des murs latéraux, le maître-autel orné des statues de saint Barthélemy (tenant sa peau écorchée), saint Pierre (avec un poisson), saint Paul (avec une épée) et saint Jean (avec un calice), ainsi que la chaire et la cuve baptismale baroques, datent des transformations du XVIIIe siècle.

### La chapelle Saint-Jean-Népomucène
Cette petite chapelle octogonale fut construite en 1780. Son entrée est encadrée par les statues de Saint François d'Assise et Sainte Claire, tandis que Saint Jean Népomucène occupe une niche murale.
À la fin du XIXe siècle, un clocher en bois et une croix en pierre furent ajoutés à côté de la chapelle. Dans les années 1920, un monument en hommage aux habitants d'Árpás tombés pendant la Première Guerre mondiale y fut érigé.

## Cultes
Sur le plan religieux, la population est majoritairement catholique, avec une minorité luthérienne. Le centre culturel accueille quelques événements (assemblées, festivités), et la bibliothèque locale, riche de 4 000 ouvrages, voit son public diminuer. En 1995, le club de sport a cessé ses activités, faute de jeunes. L'association des pompiers volontaires, fondée il y a plus de 100 ans, reste la plus ancienne organisation du village.